# Gustavus Fox

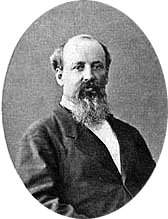
Gustavus V. Fox, August, 1866

Gustavus Vasa Fox (13 de junio de 1821 – 29 de octubre de 1883) fue un oficial de la Marina de los Estados Unidos que sirvió durante la guerra civil estadounidense.

## Biografía
Nacido en Saugus, Massachusetts. En 1838, siendo estudiante de la Academia Phillips, Fox fue contratado como guardiamarina. Durante la Intervención estadounidense en México, sirvió en la brigada "Washington", en el escuadrón del Comodoro Matthew Perry y participó activamente en la segunda expedición contra Tabasco los días 14 a 16 de enero de 1847, en la que las fuerzas de Estados Unidos tomaron la ciudad. Mandó varios vapores de correo y luego de su renuncia el 30 de julio de 1856, se dedicó a la fabricación de materiales de algodón.

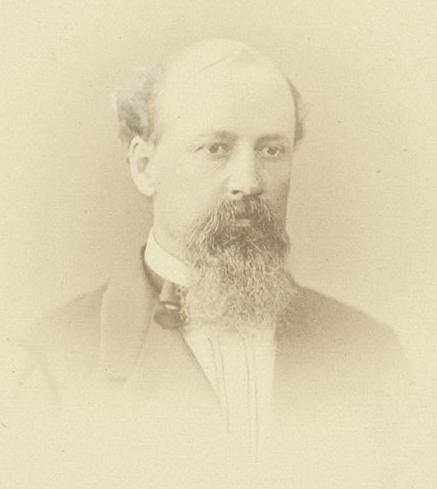
Gustavus V. Fox

Al comenzar la guerra civil estadounidense se presentó como voluntario. Ingresó a la marina, siendo asignado al vapor Baltic, con el cual fue en ayuda del mayor Robert Anderson y los restos de sus tropas en Fort Sumter, sacándolos de allí. 
El 1 de agosto de 1861, el presidente Abraham Lincoln lo nombró subsecretario de Marina, cargo que ocupó hasta el fin de la guerra civil. En 1866, fue enviado en misión oficial a Rusia para llevar las felicitaciones del presidente estadounidense al zar Alejandro II luego de haber escapado a un atentado. Realizó el viaje en el monitor "Miantonomoh", que fue el primer velero de su clase en cruzar el océano Atlántico, el que a su vez fue acompañado por el "Augusta".
En 1882 publicó un libro sugiriendo que Cayo Samaná (Samana Cay) en las Bahamas era la isla Guanahani, o San Salvador, a la que Cristóbal Colón llegara el 12 de octubre de 1492. El trabajo pasó desapercibido hasta 1986 cuando la National Geographic Society realizó una serie de estudios experimentales que también concluyeron que Cayo Samaná era Guanahani.
Fox murió en Lowell, Massachusetts, a los 62 años de edad. Dos barcos de la marina estadounidense llevan su nombre.

## Publicaciones
- Fox, Gustavus V. (1882). An Attempt to Solve the Problem of the First Landing Place of Columbus in the New World. Report of the Superintendent of the U. S. Coast and Geodetic Survey (Appendix No. 18, June 1880). Washington: Government Printing Office.